# Ida Rubinstein
Pour les articles homonymes, voir Rubinstein.
Ida Lvovna Rubinstein (en russe : Ида Львовна Рубинштейн), née à Kharkiv, actuellement en Ukraine (Kharkov, Empire russe) le 5 octobre 1885 et morte à Vence, dans les Alpes-Maritimes en France, le 20 septembre 1960, est une danseuse et mécène russe, icône de la Belle Époque.
Le compositeur français Maurice Ravel lui dédia sa pièce musicale le Boléro, qu'elle interpréta sur scène en 1928.

## Biographie
Née dans une famille juive aisée, Ida Rubinstein est orpheline de bonne heure,. Ayant vu danser Isadora Duncan, elle se tourne vers la danse. Elle reçoit une formation rudimentaire au ballet. Sous l'égide de Michel Fokine, elle fait ses débuts en 1908 avec un rôle dans le Salomé d'Oscar Wilde, se déshabillant complètement lors de la Danse des sept voiles.
De 1909 à début 1911, Ida Rubinstein danse avec les Ballets russes, engagée par Serge Diaghilev. Elle danse dans le rôle-titre de Cléopâtre au cours de la saison 1909 à Paris. C’est un succès, son interprétation est jugée  remarquable. Les costumes sont signés Léon Bakst et le final inspire le Souvenir de la saison d'Opéra Russe 1909 du peintre hollandais Kees van Dongen.

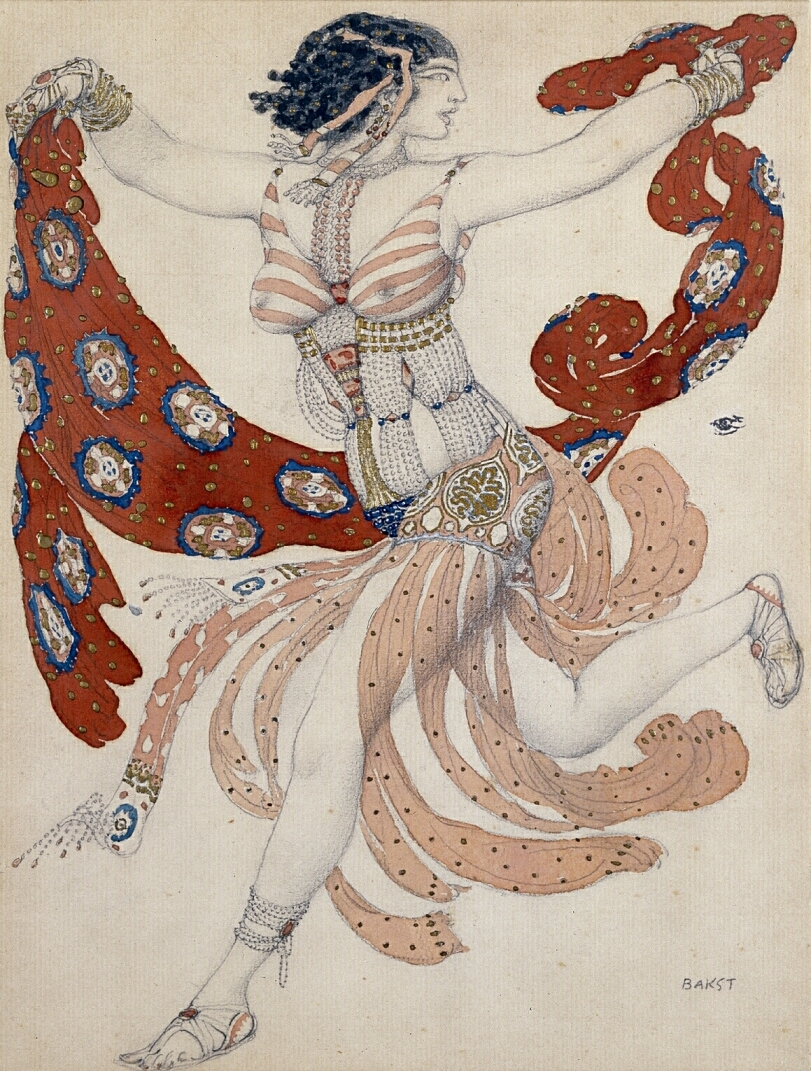
Costume de Léon Bakst pour Ida Rubinstein dans Cléopâtre de Michel Fokine.

Elle se produit aussi dans Shéhérazade, un ballet basé sur la première histoire des Mille et une nuits, chorégraphié par Michel Fokine et écrit par lui-même et Léon Bakst sur une adaptation de la musique de Rimski-Korsakov . Le ballet est plébiscité à sa première représentation, pour sa sensualité et sa mise en scène. De nos jours, il est rarement joué, car il est  plus considéré comme une pantomime et son effet orientaliste semble démodé. Grande et mince, Ida Rubinstein compense son faible niveau technique en danse par son sens inné du mouvement, et sa puissance expressive sur scène,.
Elle reste à Paris et tisse des liens avec des artistes. S’intéressant au théâtre, elle prend des cours avec Sarah Bernhardt. Son portrait par Valentin Serov en 1910 marque la plus complète réalisation du style de ce peintre arrivé à maturité. La peintre Romaine Brooks, avec qui elle a une liaison de 1911 à 1914, compose un saisissant portrait d'elle et l'utilise comme modèle nu pour The Weeping Vénus (au musée de Poitiers).
Ida Rubinstein s’impose également dans la même période comme une des personnalités du monde théâtral parisien, en devenant indépendante des Ballets russes, en prenant son destin en main, et en utilisant sa fortune pour commander des œuvres et mettre à contribution des artistes de différents arts : des danseurs bien sûr, mais aussi des compositeurs, des auteurs, des décorateurs, etc., donnant une impulsion supplémentaire à la scène parisienne, dans une logique similaire à celle de son compatriote Serge de Diaghilev.
Ainsi, dès 1911, Ida Rubinstein se produit dans Le Martyre de saint Sébastien, avec une adaptation de Gabriele D'Annunzio, et une musique composée par Claude Debussy. Elle y interprète le rôle du saint,. C’est à la fois un triomphe pour son modernisme stylisé et un scandale ; l'archevêque de Paris, Monseigneur Léon Adolphe Amette, interdit aux catholiques d’assister au spectacle, sous peine d’excommunication. Elle fonde et finance plusieurs compagnies de ballet.
De 1914 à 1918, pendant la Première Guerre mondiale, elle interrompt ses projets artistiques pour soigner les blessés.
En juin 1920 elle commandite et interprète à l'Opéra de Paris la première d'Antoine et Cléopâtre de William Shakespeare dans une traduction d'André Gide avec comme partenaire principal Edouard de Max et comme danseur Harry Pilcer sur une musique de Florent Schmitt. 
En 1926 elle interprète le rôle principal dans le mimodrame de Jean Roger-Ducasse Orphée. Elle commandite le Boléro de Maurice Ravel dans lequel elle se produit en 1928,. Elle organise des représentations de ballets et continue à danser jusqu'au début de la Seconde Guerre mondiale. C'est également Ida Rubinstein qui commandite en avril et mai 1934 les productions des ballets Perséphone d'Igor Stravinsky sur un texte d'André Gide, décors et costumes d'André Barsacq, et Sémiramis d'Arthur Honegger sur un texte de Paul Valéry, costumes et décors d'Alexandre Jakovleff, André Barsacq et Léon Bakst. En 1938, Jeanne d'Arc au bûcher, sur un texte de Paul Claudel et une musique d’Arthur Honegger, est sa dernière interprétation,.
De 1939 à 1945, la Seconde Guerre mondiale la conduit à s'exiler à Londres. Elle y finance un centre médical pour soigner les pilotes. Par la suite, elle ne joue plus. De retour en France, elle n’y retrouve pas ce milieu culturel et artistique qui est son monde.
Elle meurt dans sa villa de Vence en 1960. Elle repose au cimetière de Vence.

## Distinctions
- 1934 :  Chevalier de la Légion d'honneur [14] sur proposition de Jacques Rouché

## Images et peintures
.

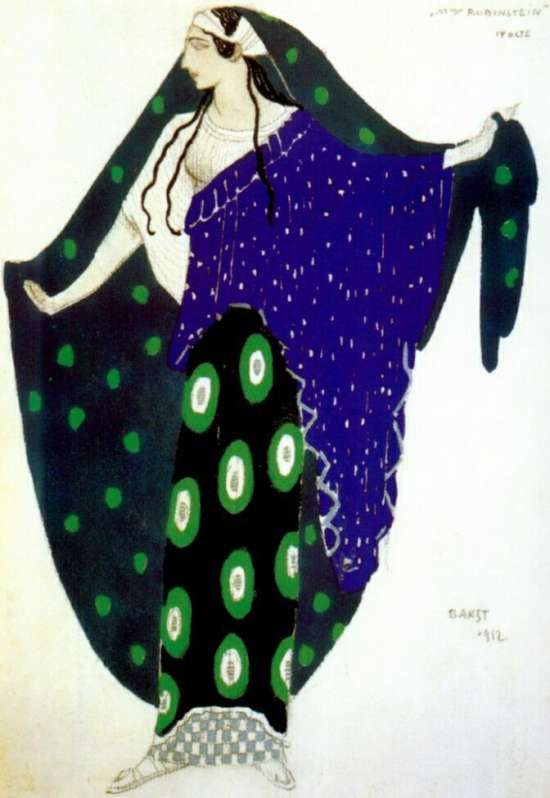
Ida Rubinstein en Hélène de Sparte, costume de Léon Bakst (1912).

- Léon Bakst, Ida Rubinstein en Hélène de Sparte (1912)
- Jacques-Émile Blanche, Ida Rubinstein dans Shéhérazade (1911), Bibliothèque-musée de l'Opéra.
- Romaine Brooks, La Vénus triste.
- Romaine Brooks,Ida Rubinstein (1917).
- Antonio de La Gandara, Ida Rubinstein (1913) ; ce portrait fit partie de l'exposition "des Cent Portraits (1860-1920)" au Cercle Interallié de Paris en 1922 (reproduit dans L'Illustration, no 4132, 13 mai 1922).
- Valentin Serov, Portrait d'Ida Rubinstein (1910).
- Kees Van Dongen, Souvenir de la saison d'Opéra russe 1909 (1909).

## Hommages
En 2024, le Conservatoire à rayonnement régional de Paris a pris le nom d’Ida Rubinstein.